# Глен (Міссісіпі)
Глен (англ. Glen) — місто (англ. town) в США, в окрузі Алкорн штату Міссісіпі. Населення — 382 особи (2020).

## Географія
Глен розташований за координатами 34°51′30″ пн. ш. 88°25′3″ зх. д. / 34.85833° пн. ш. 88.41750° зх. д. (34.858220, -88.417566).  За даними Бюро перепису населення США в 2010 році місто мало площу 12,09 км², з яких 12,07 км² — суходіл та 0,02 км² — водойми.

## Демографія
Згідно з переписом 2010 року, у місті мешкало 412 осіб у 159 домогосподарствах у складі 114 родин. Густота населення становила 34 особи/км².  Було 178 помешкань (15/км²).
Расовий склад населення:
| - 97,1 % — білих - 0,2 % — чорних або афроамериканців - 0,2 % — азіатів - 1,5 % — осіб інших рас |

До двох чи більше рас належало 1,0 %. Частка іспаномовних становила 1,7 % від усіх жителів.
За віковим діапазоном населення розподілялося таким чином: 26,9 % — особи молодші 18 років, 61,2 % — особи у віці 18—64 років, 11,9 % — особи у віці 65 років та старші. Медіана віку мешканця становила 36,9 року. На 100 осіб жіночої статі у місті припадало 108,1 чоловіків;  на 100 жінок у віці від 18 років та старших — 100,7 чоловіків також старших 18 років.
Середній дохід на одне домашнє господарство  становив 47 563 долари США (медіана — 35 417), а середній дохід на одну сім'ю — 53 412 долари (медіана — 40 179). За межею бідності перебувало 25,4 % осіб, у тому числі 34,5 % дітей у віці до 18 років та 10,6 % осіб у віці 65 років та старших.
Цивільне працевлаштоване населення становило 180 осіб. Основні галузі зайнятості: освіта, охорона здоров'я та соціальна допомога — 24,4 %, виробництво — 17,8 %, роздрібна торгівля — 15,0 %.